# Riggins (Idaho)
Pour les articles homonymes, voir Riggins.
Riggins est une ville américaine située dans le comté d'Idaho au sein de l'État du même nom. La ville doit son nom à Richard L. Riggins, premier receveur des postes du lieu. Auparavant, elle était appelée Gouge Eye, Clay ou Irwin Bar.
Selon le recensement de 2020, Riggins compte 372 habitants. La municipalité s'étend sur 0,44 mille carré (1,14 km2), dont 0,43 mille carré (1,11 km2) de terres.